# یاکوزا ۰
یاکوزا ۰ (انگلیسی: Yakuza 0) یک بازی ویدئویی اکشن-ماجراجویی است که توسط سگا توسعه و منتشر شده‌است. این ششمین ورودی ار مجموعه بازی‌های یاکوزا است و پیش‌درآمد بازی اصلی است. این بازی در مارس ۲۰۱۵ برای پلی‌استیشن ۳ و پلی‌استیشن ۴، و در ۴ ژانویه ۲۰۱۷ برای پلی‌استیشن ۴ در آمریکای شمالی و اروپا منتشر شد. بازی در ۱ اوت ۲۰۱۸ برای مایکروسافت ویندوز و در ۲۶ فوریه ۲۰۲۰ برای ایکس‌باکس وان منتشر شد.

## روند بازی
یاکوزا ۰ یک بازی در ژانر اکشن ماجراجویی و جهان‌باز محدود به دو منطقۀ کابوکیچو (که در بازی با نام مستعار کاموروچو شناخته می‌شود) و دوتونبوری (سوتنبوری در بازی) است. این بازی از دید سوم شخص بهره می‌گیرد و بازیکن کنترل دو شخصیت کازوما کیریو و گورو ماجیما (که دوّمین حضور خود را به عنوان یک شخصیت قابل بازی تجربه می‌کند) را بر عهده دارد.
بازیکن می‌تواند آزادانه در هر دو منطقۀ بازی قدم بزند، با شخصیت‌های غیر قابل بازی تعامل کند، با دشمنان (که اغلب اوباش و یا خلافکاران هستند) به مبارزه بپردازد یا فعالیت‌های فرعی از جمله بازی‌های آرکید، مدیریت کاباره، بنگاه و خرید املاک، رقص، آواز و قمار بپردازد.
بازی دارای دو بخش ماجراجویی و مبارزه می‌باشد که همواره با یکدیگر در تعامل هستند؛ در حالت مبارزه هر شخصیت قابل بازی سه شیوۀ مبارزۀ اصلی دارد که با انجام مشاغل فرعی (املاک و مدیریت کاباره) به چهار نیز می‌رسد و بازیکن قادر است شیوۀ مبارزۀ چهارم که مخفی و انحصاری آن شخصیت است را باز کند. کازوما کیریو با سبک جنگجو (انگلیسی: Brawler) آغاز می‌کند و به مراتب سبک‌های یورش (انگلیسی: Rush)، دیو (انگلیسی: Beast) و سبک مخفی اژدهای خانوادۀ دوجیما را فرا می‌گیرد. ماجیما گورو نیز مانند کازوما کیریو دارای چهار سبک مبارزۀ قاتل (انگلیسی: Thug)، ضارب (انگلیسی: Slugger)، رقص بریک (انگلیسی: Breaker) و سبک مخفی سگ وحشی خانوادۀ شیمانو است که در کل تعداد سبک‌های مبارزۀ بازی را به عدد هشت می‌رساند. همچنین بازیکنان علاوه بر نوار سلامتی از نوار هیجان (انگلیسی: Heat Bar) برخورددار خواهند بود که بر خلاف نسخه‌های قبلی به سه نوار مجزا تقسیم شده است. بازیکن قادر است با بهره‌گیری از نوار هیجان، جنبش هیجانی یا هیت اکشن (انگلیسی: Heat Action) انجام دهد که منجر به آسیب زیادی به دشمن خواهد شد.
جنبش هیجانی یا هیت اکشن یک مکانیک بازی ویدئویی منحصر به یاکوزا است که بازیکن با بهره‌گیری از آن می‌تواند با بهره‌گیری از سلاح، محیط، وضعیت دشمنان، موقعیت شخصیت قابل بازی و ... به دشمن آسیب بزند. هیت اکشن معمولاً یک میان‌پرده در انجین خود بازی است که اغلب با رویداد فوری همراه است.
بدست آوردن تجربه در یاکوزا ۰ بر خلاف نسخه‌های پیشین با بدست آوردن پول درون بازی جایگزین شده است. بازیکنان با شکست دادن دشمنان، قمار، انجام مأموریت‌های جانبی، خرید و فروش لوازم مختلف، به اتمام رساندن هر چپتر بازی، شکست دادن آقای تفتیش (انگلیسی: Mr. Shakedown) و سایر امور پول بدست می‌آورند که می‌تواند صرف خرید توانایی برای سبک‌های مبارزه، خرید املاک، خرید نوشیدنی و غذاهای مختلف و ... شود.
هر شیوۀ مبارزه دارای درخت مهارت منحصر به سبک است که از سیستمی مشابه یاکوزا ایشین!، عنوان پیشین استودیوی سازنده یاکوزا، یعنی مانند یک اژدها (انگلیسی: Ryu Ga Gotoku Studio) بهره می‌برد.

## داستان

### مقدمه

#### کازوما کیریو
در دسامبر سال ۱۹۸۸ کیریو کازوما یک یاکوزای پایین رتبه خاندان توجو -دوّمین خاندان یاکوزای بزرگ ژاپن که بخش شرق یعنی کانتو را در کنترل دارد-  قربانی یک پاپوش که وی را متهم به قتل در یک قطعۀ زمین متروکه که از قضا خاندان‌ها و خانواده‌های یاکوزای مختلف از جمله خانوادۀ دوجیما (که یک خانوادۀ تابع خاندان توجو است) به مدیریت سوهی دوجیما و سه ستوان زیر دست خویش یعنی دایساکو کوزه، هیروکی آوانو و کیجی شیبوساوا در حال رقابت بر سر دستیابی به آن هستند، می‌شود. کیریو برای حفظ اعتبار و جلوگیری از مجازات پدرخواندۀ خویش -که او نیز خود قربانی پاپوش شده و در زندان به سر می‌برد- شینتارو کازاما که مسئول ورود کیریو به دنیای یاکوزا است، خاندان توجو را ترک می‌کند.

#### گورو ماجیما
در غرب ژاپن، در منطقۀ کانسای، شهر اوساکا، بخش سوتنبوری گورو ماجیما که یک عضو سابق یاکوزا است توسط حامی ارشد خود یعنی سوکاسا ساگاوا که عضوی از خاندان رقیب توجو، یعنی اتحادیۀ اومی است مجبور به ادارۀ یک کابارۀ بزرگ به نام گرند شده است. ماجیما که خود عضو سابق خانوادۀ شیمانو از خاندان توجو است قربانی پاپوش و در حالی که خائن خوانده می‌شود، متحمل ترک خانواده و خاندان می‌شود. ناچار، ماجیما که هم‌اکنون به سوتنبوری تبعید شده، مجبور به پذیرفتن پیشنهاد ساگاوا می‌شود.